# Arica Himmel
Pour les articles homonymes, voir Himmel.
Arica Himmel, née le 23 février 2005 à New York (État de New York), est une actrice américaine. Elle est notamment connue pour incarner Bow Johnson dans la série télévisée Mixed-ish.

## Biographie
Arica Himmel est née et a grandi à New York. Elle est la fille de l'auteur-compositeur-interprète Zelma Davis et de Brandon Himmel. Elle a une sœur, Zoe Himmel, qui est également actrice.

## Carrière
En 2019, elle est choisie pour incarner la jeune Rainbow "Bow" Johnson, le personnage principal de la série comique ABC Mixed-ish, un spin-off préquel de Black-ish.

## Filmographie

### Cinéma
- 2019 : Before You Know It : Olivia
- À venir : Prom Pact : Zenobia[5]

### Télévision
- 2016 : Thanksgiving : Harper Morgan (8 épisodes)
- 2019 : God Friended Me : Lindsay Levy
- 2019–2021 : Mixed-ish : Rainbow "Bow" Johnson (36 épisodes)
- 2020 : Black-ish : Rainbow "Bow" Johnson[6]
- 2021–2022 : Side Hustle : Tabitha (3 épisodes)
- 2022 : Maggie : Abby
- 2025 : New York, police judiciaire : Angela Ross (saison 24, épisode 10)